# Řád sv. Stanislava
Řád svatého Stanislava nebo oficiálním celým jménem Imperátorský a carský řád svatého Stanislava (rusky: Императорский и Царский Орден Святого Станислава) byl původně polský záslužný řád založený králem Stanislavem II. Poniatowským 7. května roku 1765. Řád byl obnoven jako obecný záslužný řád carem Alexandrem I. v souvislosti se vznikem tzv. Kongresovky. Po polském povstání v letech 1830–1831 byl řád přímo zařazen mezi ruské imperátorské řády a sloužil k odměňování vysokých úředníků. Řád byl udělován až do konce monarchie v Rusku v roce 1917 a po roce 1918 nebyl převzat mezi polské řády.

## Historie
Řád založil polský král Stanislav II. August Poniatowski 7. května roku 1765 na památku polského světce sv. Stanislava. Po připojení Polského království k Rusku v roce 1815 začal být řád používán carem Alexandrem I. k odměňování polských šlechticů. Alexandr také vydal 1. prosince 1815 statut řádu podle kterého se řád uděloval původně ve čtyřech třídách. V důsledku polského povstání v letech 1830 a 1831 a následnou změnou postavení Polska v rámci Ruského impéria byl řád zařazen rozhodnutím cara Mikuláše I. přímo mezi ruské řády a byli jím odměňování také ne-Poláci. V souvislostí s touto změnou byl v roce 1839 také ustanoven nový statut, který rozdělil řád do celkem tří tříd a potvrdil obecný záslužný status řádu. Podle tohoto statutu byl řád udělován "jako vyznamenání za zásluhy o obecné blaho Ruské říše a s ním nerozdílně spojeného Polského království".
Řádový svátek se slavil každoročně 24. dubna. V souvislosti s udělením řádu se vyplácela jeho nositelům jednorázová peněžní odměna. V případě I. třídy se jednalo o celkem 120 rublů, u II. třídy 30 rublů a u poslední, III. třídy 15 rublů. Při udělení vojenské formy řádu se částka navyšovala o polovinu částky příslušející podle třídy (např. I. třída – 120 + 60 rublů). S řádem se původně spojovalo také udělení šlechtického titulu. Od roku 1855 se dědičné šlechtictví udělovalo jenom s I. třídou, zatímco u II. a III. třídy od toho bylo opuštěno.
Hlava carské rodiny Romanovců jej uděluje dodnes jako dynastický řád. Dále pak existují tři soukromá sdružení, vydávající se za pokračování řádu sv. Stanislava, nicméně tento nárok byl odmítnut, jak polskými úřady, tak i akademickou obcí.

## Třídy a pravidla nošení
Řád byl od roku 1831 udělován celkem ve třech třídách:
- I. třída (odznak na velkostuze a hvězda)
- II. třída (odznak u krku)
- III. třída (odznak na prsou)

Velkostuha I. třídy s odznakem řádu se nosila přes pravé rameno a hvězda se připínala na prsa na levou stranu. II. třída se nosila připnutá na stuze u krku obdobně jako řád sv. Anny. Odznak III. třídy se zavěsil na prsa stejně jako řád sv. Anny.

## Vzhled
Odznakem řádu byl zlatý osmihrotý kříž zdobený červeným smaltováním. Na pozadí křížů jsou umístěny zlaté obloučky. Mezi rameny se nachází dvouhlaví orli ve zlaté barvě. Uprostřed kříže je medailon s latinskými iniciálami S.S. (Svatý Stanislav) obklopenými zeleným věncem.
Hvězda řádu je stříbrná a osmihrotá. Uprostřed ní se nachází oválný medailon s iniciálami S/S. Kolem se vine latinský nápis Premiando iniciat (Odměňováním podněcuje).

## Galerie

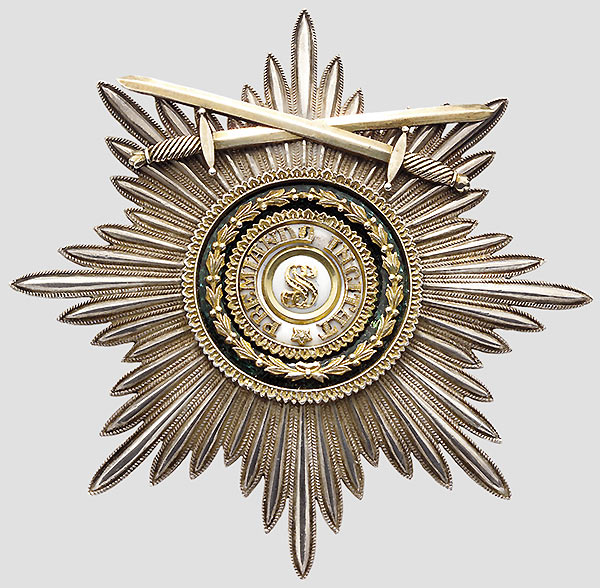
Hvězda řádu sv. Stanislava udělená za vojenské zásluhy
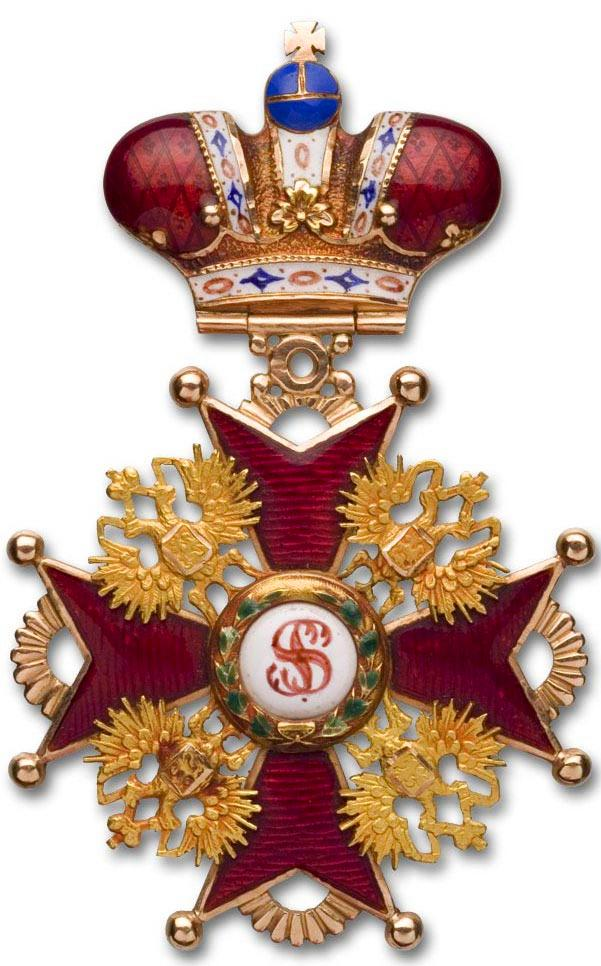
Verze řádového odznaku s imperátorskou korunou